# そ (楚の変体仮名)
漢字「楚」から派生したひらがなの一種である𛁛(そ)は、1900年（明治33年）の小学校令施行規則改正以降の学校教育で用いられていない変体仮名に分類されるものである。
現代日本では、変体仮名は看板や書道など限定的な場面でしか使われていないが、𛁛は濁点付きの𛂦゙とともに蕎麦屋の暖簾などで「生𛁛𛂦゙（生蕎麦）」の表記に用いられることがある。生そばとは、生（なま）のそばという意味ではなく、灘の生一本のように純粋・一途という意味が込められたものである。また、「キ蕎麦」「起蕎麦」などの表記がなされていることもある。

## 画像

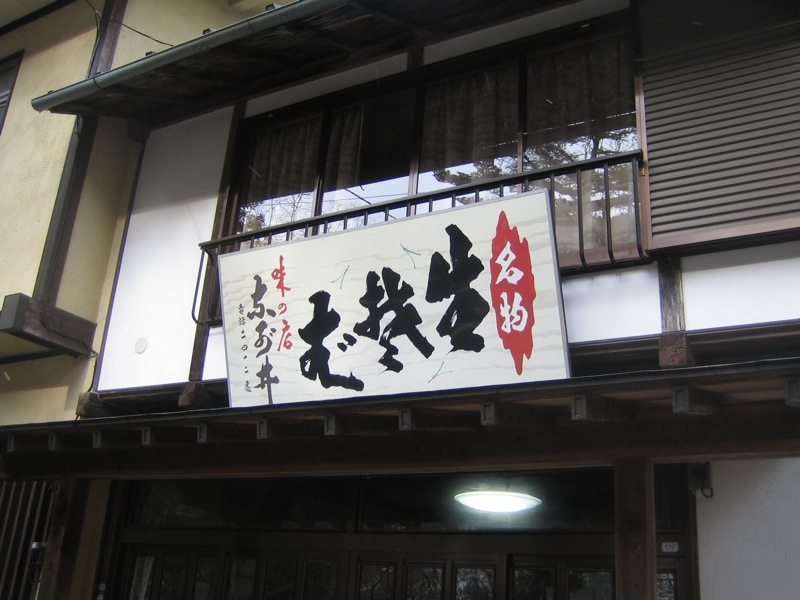
群馬県内の蕎麦屋の看板